# آمودریا

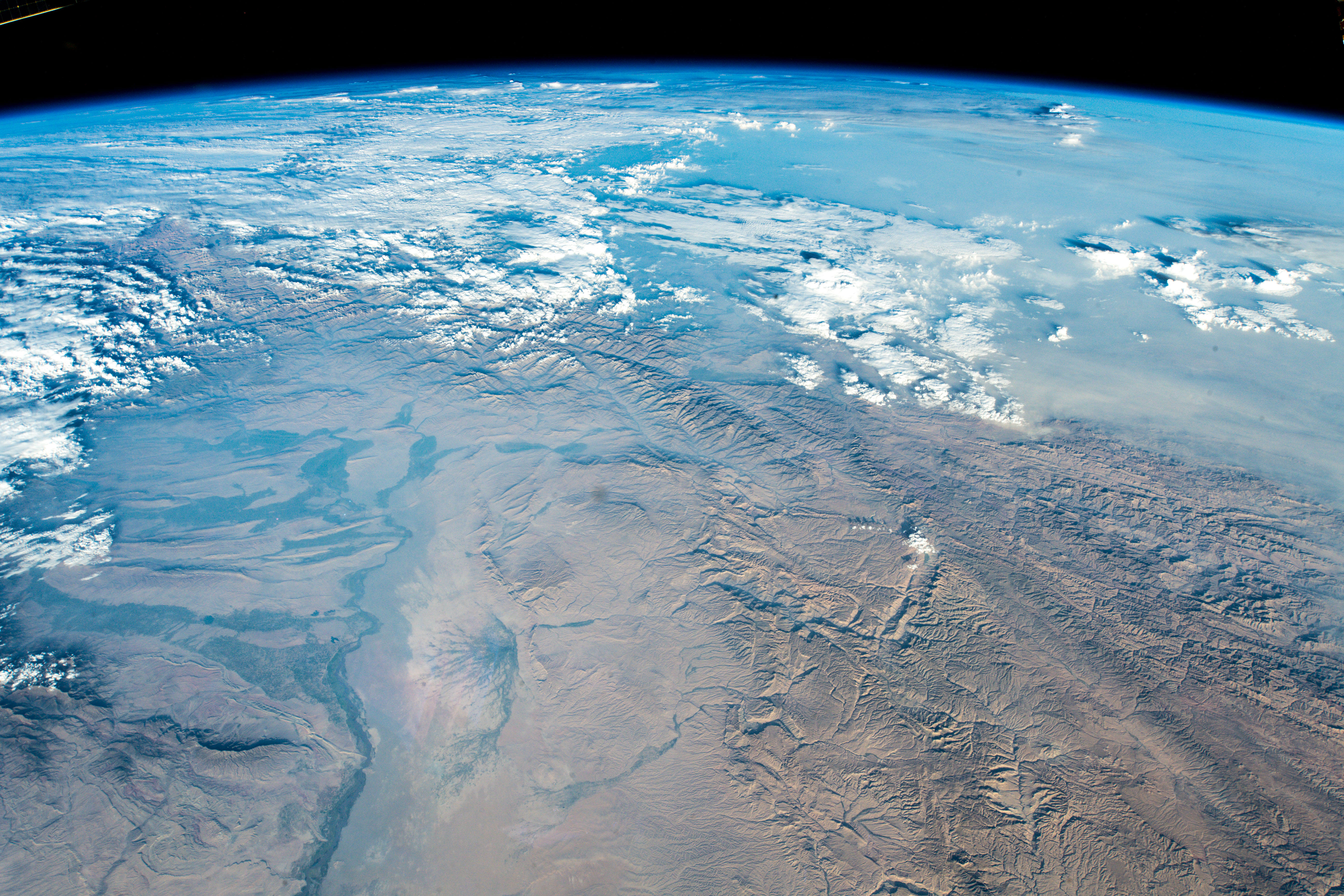
آمودریا از فضا

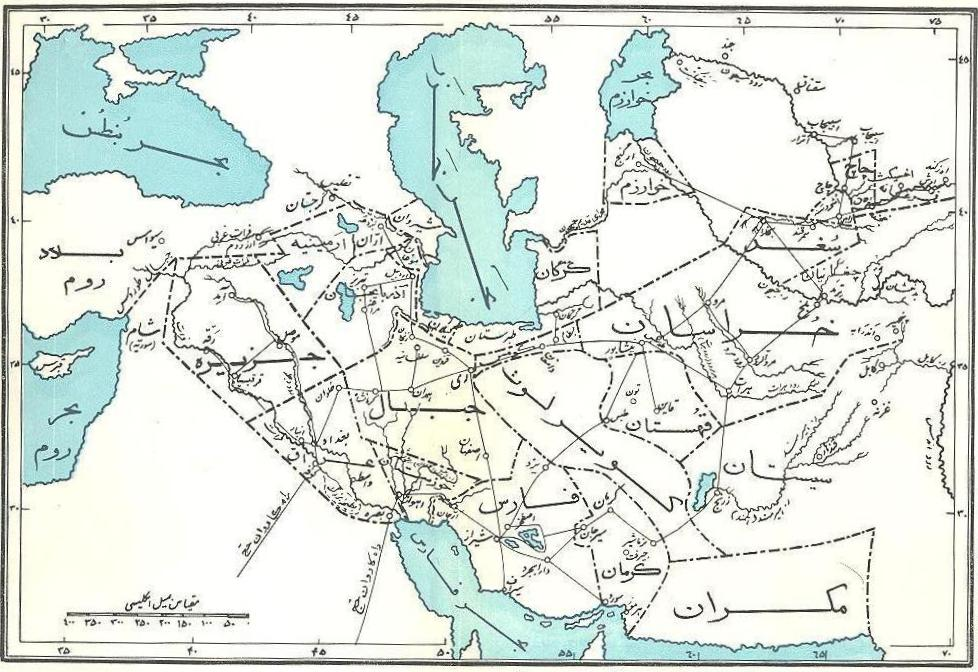
موقعیت رود آمودریا (رود جیحون) در نقشه ایران در عصر خلفای عباسی (در بالای نقشه سمت راست). برگرفته از کتاب جغرافیای تاریخی سرزمین‌های خلافت شرقی

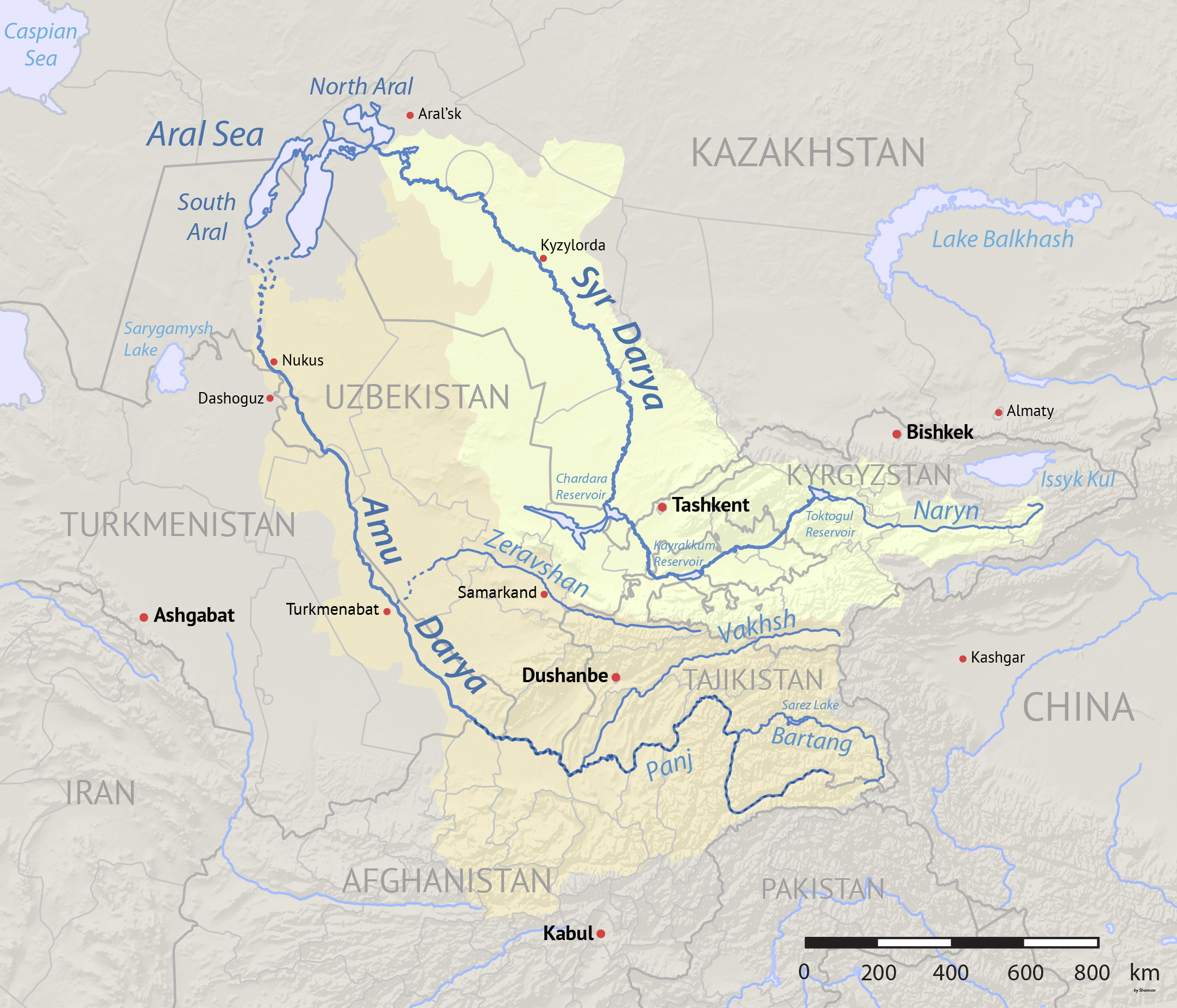
رودهای وخش و یخشاارته

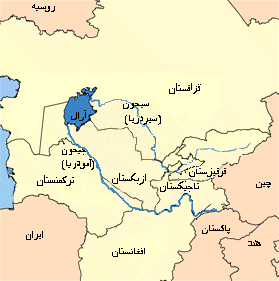
رودخانهٔ آمو پس از سرچشمه گرفتن در کوه‌های مرزی تاجیکستان و افغانستان با گذر از مرز افغانستان و پس از گذر از ترکمنستان و ازبکستان به دریاچهٔ آرال می‌ریزد.

آمودریا(رود وخش به معنی شتابان/ Oxus)، رودخانه آمو یا جیحون(به یونانی باستان: Oxus/Ὄξος/اُکسوس که یونانی‌شدهٔ نام پارسی باستان رود: وَخش است) پرآب‌ترین رود در آسیای مرکزی است؛ که رود دوم سیردریا است. در فارسی تاجیکی، به رود، دریا می‌گویند. آمودریا از کوه‌های پامیر سرچشمه گرفته و حدود ۱٬۱۲۶ کیلومتر از آن در قسمت مرزهای شمالی افغانستان با تاجیکستان، ازبکستان و ترکمنستان جاری است. بخش‌هایی از آن قابل کشتیرانی است. در سواحل آن شیرخان‌بندر و بندر حیرتان قرار گرفته، که کالاهای صادراتی یا وارداتی افغانستان به کشورهای آسیای مرکزی از این طریق مبادله می‌شود.
این رود به‌طور تاریخی در حدود یا سرحد سرزمین باستانی ایران قرار داشته و در آثار اساطیری نیز مرز ایران و توران به‌شمار می‌رود. استرابو این رودخانه را مرز باختر و سغد معرفی می‌کند. در گذشته در دوره‌ای به دریای مازندران می‌ریخته بعدها مسیر آن تغییر کرده و با پیوستن به رود سیردریا به دریاچه آرال می‌ریزد. امروزه هرچند مسیر اصلی رود به سوی آرال است اما تمامی آب آن در طول مسیر و با کانال‌کشی‌هایی که برای کشاورزی صورت گرفته به مصرف می‌رسد.
دریاچه آرال از سال ۱۹۶۰ به بعد رو به خشکی رفت و نود درصد آن خشک شده است. دلیل این خشکی بیشتر این بوده که شوروی سابق مسیر دو رودخانهٔ سیحون و جیحون را به سمت بیابان‌ها تغییر می‌دهد تا آن اراضی را به زمین‌های کشاورزی تبدیل کند. از زمان هخامنشیان آسیای مرکزی را اورزمی یا خوارزمی می‌نامیدند که در پارسی نو به شکل خوارزم(زمین خوار و پست و جلگه‌ای) درآمد. نام این دریاچه در طول تاریخ دریاچه خوارزم یا دریاچه وخش بوده است ولی از زمانی که آسیای مرکزی به دست مغول‌ها و روس‌ها افتاد نام آرال جایگزین نام تاریخی خوارزم شد. ۲ رود تاریخی این سرزمین هم رود وخش و رود یخشاارته بود که از سده ۱۶ به بعد، به نام‌های آمودریا و سیردریا تغییر پیدا کرد.

## پیشینهٔ تاریخی

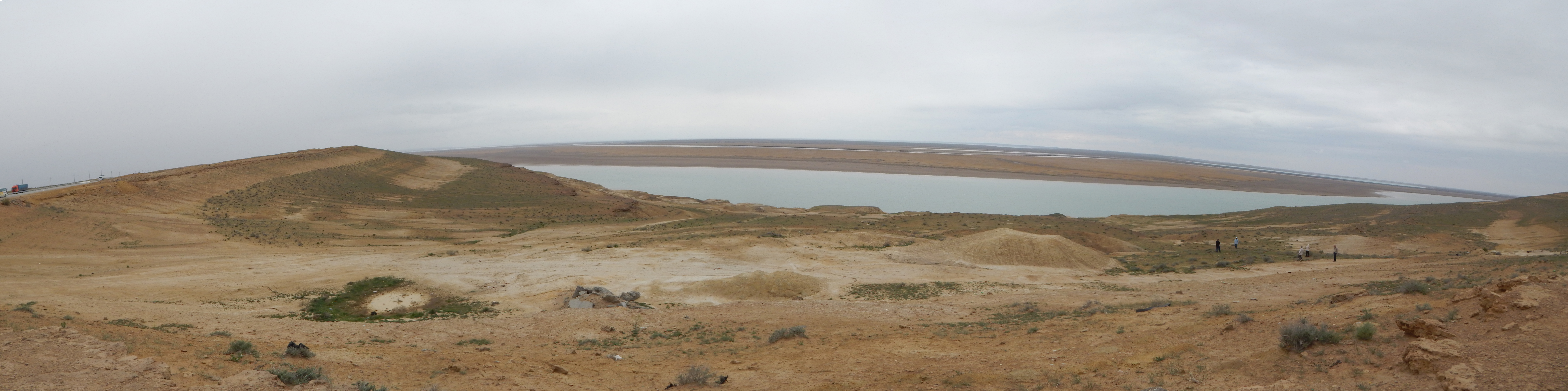
رود وخش و جیهون

در کرانهٔ شرقی خراسان بزرگ دو رود بزرگ جاری بود که گاه به نام‌های سیحون و جیحون خوانده می‌شوند و سرزمین‌های آن سوی آن‌ها را فرارود یا ورارود و به اصطلاح عربی ماوراءالنهر می‌خوانند. امروزه این دو رود به نام آمودریا و سیردریا خوانده می‌شوند. آمودریا در واقع نام قدیمی این رود است. در گذشته این رودخانه به دریای خزر می‌ریخته است. «گذرگاه پیشین و باستانی آمودریا به سوی دریای خزر امروزه به شکل گودال و شوره‌زاری به نام «اونگوز»، و نیز گذرگاه جدیدتر آن به نام «اوزبای» (اوزبوی)، همچنان در محل دیده می‌شود و در برخی نقشه‌ها و اطلس‌های جغرافیایی و عکس‌های ماهواره‌ای نشان داده شده است.»
آمودریا در اصل به معنای رود شهر آمو است. آمو کوتاه‌شدهٔ آمُل (آمل خراسان یا ترکمن‌آباد امروزی) است. آماردها به گفتهٔ ریچارد فرای، آملی کورت و کریستوفر برونر، آریایی بوده‌اند، و به مردمان سکا و داهه پیوند داده شده‌اند. نام شهر امروزی آمل برمی‌گردد به زندگی آنان در آن گستره. همچنین آن که دو آمل، یکی در مازندران و دیگری در گسترهٔ آمودریا، جای داشته که به مهاجرت قبیله‌ای ایرانی بنام آماردی یا مردی بازمی‌گردد و برای تمیز از آمل طبرستان آن را آمل زم و آمل شط و آمل مفازه نیز خوانند؛ و این شهر را قوم تاتار ویران کردند.
در فرهنگ دهخدا چنین آمده:
آمو: رود آموی. آمُل. آمویه. جیحون. آمودریا. اُقسوس. آمون. آب. رود. آبهی. نهر. ورز.
سرچشمهٔ این رود بلورکوه است به مشرق بدخشان، و در سابق این رود به خزرها می‌ریخته و مغولان گاهِ جنگ (هنگام نبرد) با خوارزمشاه مجرای آن بگردانیدند به دریاچه آرال.
اما جیحون نام دیگری بود که اهالی آنجا بدان رود داده بودند و شبیه «جیحون» (Gihon) بود که در «کتاب مقدس یهودیان و مسیحیان» از آن به عنوان یکی از رودهای بهشت عدن نام برده شده است. در زبان انگلیسی رود آمو را آمودریا می‌نامند و فرارود را فرارود.
استرابون نقل می‌کند که کالاهای هندوستان به وسیله این رودخانه تا دریای خزر حمل و از آن‌جا از طریق رود کورا به دریای سیاه فرستاده می‌شد. هنگامی که اسکندر به ایران حمله کرد، این رودخانه به دریای خزر می‌ریخت و از آن پس مسیر آن تغییر کرد و چون مغولها شهر گرگانج پایتخت خوارزمشاهیان را تصرف کردند رودخانه مزبور را با تغییراتی در مسیر آن به طرف دریای مازندران جاری ساختند و این صورت تا سه قرن بعد از آن تاریخ دوام داشت و از آن پس به حالت کنونی برگشت. آنتونی جنکینسون انگلیسی که در زمان شاه طهماسب اول صفوی از طریق خیوه و بخارا به دربار صفوی آمد، می‌گوید رودخانهٔ اکسوس به دریای ختا می‌ریخت و مسلماً دریایی را که وی نام می‌برد همان دریاچه آرال است.

## آمودریا در ادبیات
آمودریا همان رودی بوده است که در ادبیات اساطیری ایران مرز بین ایران و توران را نشان مشخص می‌کرده است.
در غزل معروفی از رودکی شاعر معروف پارسی‌گو می‌خوانیم که:
| بوی جوی مولیان آید همی    |  | یاد یار مهربان آید همی    |
| ریگ آموی و درشتی‌های او    |  | زیر پایم پرنیان آید همی   |
| آب جیحون از نشاط روی دوست |  | خنگ ما را تا میان آید همی |

در تذکره‌ها آمده رودکی چنگ‌نواز بوده است. می‌گویند توان و چیرگی رودکی در شعر و موسیقی به اندازه‌ای بوده است که نیروی افسونگری شعر و نوازندگی وی در ابونصر سامانی چنان تأثیر گذاشت که وی پس از شنیدن شعر «بوی جوی مولیان» بدون کفش، هرات را به مقصد بخارا ترک کرد. این داستان که در کتاب چهارمقاله از نظامی عروضی آمده است بر این قرار است که امیرنصر سامانی (یا امیری دیگر) از بخارا به هرات می‌رود و دلبستهٔ هوای هرات می‌شود. بازگشت به بخارا را چنان فصل به فصل عقب می‌اندازد که مدت چهار سال او و ملازمانش در هرات می‌مانند. لشکریانش که دل‌تنگِ بخارا شده بودند به رودکی که در آن زمان نزد امیرمحتشم و مقبول القول بود روی آورده و به او گفتند اگر هنری بورزد و شاه را به بازگشت به بخارا ترغیب کند پنجاه هزار درم به او پاداش می‌دهند. رودکی نیز می‌دانست در این هوای لطیف نثر کارگر نیست و باید چیزی بسراید و بنوازد که از هوای هرات لطیف‌تر باشد. از این رو قصیده‌ای می‌سراید و هنگامی که امیر سامانی صبوحی کرده بود، چنگ نواخته و آن تصنیف را با آواز می‌خواند؛ و امیر چنان تحت تأثیر قرار می‌گیرد که بدون آن‌که کفش را در پایش کند سوار بر اسب می‌شود و مستقیم به سوی بخارا می‌تازد؛ و نقل است که کفش‌هایش را تا دو فرسنگ دنبال او می‌بردند؛ و رودکی پنجاه هزار درم از لشکریان می‌گیرد.